# Ігельстабрун
59°10′03″ пн. ш. 17°40′01″ сх. д. / 59.1675° пн. ш. 17.66694444° сх. д.
Ігельстабрун (швед. Igelstabron) — залізничний міст у Седертельє, округ Стокгольм, Швеція. 
Міст перетинає канал Седертельє та автомагістраль E4. 
Довжина 2140 м, максимальна висота 48 м. 
Міст було відкрито в 1995 році на лінії Гредінгебанан і є найдовшим залізничним мостом у Скандинавії.

Ересуннський міст, міст Великий Бельт і Сторстремський міст довші, але вони комбіновані — мають як залізничний, так і автомобільний трафік.
Міст, також є найширшим залізничним мостом Швеції, з шириною близько 50 м у західній частині, де розташована станція з чотирма коліями.
У західній частині мосту розташована залізнична станція Седертельє-Зюд. 
Для сполучення з платформами використовуються ескалатори. 
Більшість високошвидкісних потягів SJ X2000 до Гетеборга та Копенгагена та майже всі регіональні поїзди зупиняються на станції.